# Karol Leisner
Karol Leisner, właśc. niem. Karl Leisner (ur. 28 lutego 1915 w Rees w Nadrenii, zm. 12 sierpnia 1945 w Planegg) – błogosławiony i męczennik Kościoła katolickiego, był niemieckim księdzem rzymskokatolickim. Jawnie krytykował narodowy socjalizm, za co został umieszczony w niemieckim obozie koncentracyjnym.

## Życiorys
Podczas II wojny światowej jawnie krytykował Adolfa Hitlera, za co został aresztowany przez Gestapo 9 listopada 1939. Następnie został uwięziony w obozie koncentracyjnym KL Sachsenhausen, potem w KL Dachau. Więźniów podtrzymywał na duchu i prowadził z nimi rozmowy na tematy religijne. 17 grudnia 1944 otrzymał święcenia kapłańskie z rąk współwięźnia, francuskiego biskupa Gabriela Pigueta. W tym czasie chorował już na gruźlicę.
4 maja 1945 po wyzwoleniu obozu przez amerykańską armię został przewieziony do sanatorium w Planegg, gdzie zmarł po trzech miesiącach w wieku 30 lat w opinii świętości. Został pochowany w Kleve.

## Proces beatyfikacyjny i kanonizacyjny
3 września 1966 jego relikwie zostały przeniesione do katedry św. Wiktora w Xanten. Proces beatyfikacyjny Karola Leisnera rozpoczął się w 1977, a dekret o jego męczeństwie został ogłoszony 12 stycznia 1996. 23 czerwca 1996 na stadionie olimpijskim w Berlinie papież Jan Paweł II dokonał beatyfikacji Karola Leisnera wraz z ks. Bernardem Lichtenbergiem. 25 kwietnia 2007 na oficjalnej stronie diecezji münsterskiej poinformowano, że rozpoczęto proces kanonizacyjny błogosławionego Karola Leisnera.